# Anidorus lateralis
Anidorus lateralis là một loài bọ cánh cứng trong họ Aderidae. Loài này được Gredler miêu tả khoa học năm 1866.